# Erzsébet Schaár
Erzsébet Schaár, (née le 29 juillet 1905 à Budafok et décédée le 29 août 1975 à Budapest), est une sculptrice hongroise.

## Biographie
Elle étudie avec le sculpteur Zsigmond Kisfaludi Strobl. En 1932, elle reçoit le prix Szinyei du Jeune Artiste. En 1935, elle se marie avec le sculpteur Tibor Vilt.
Sa première exposition a lieu en 1932 à Budapest. Dans les années 40, elle produit des reliefs en bois.
Le recours à de nouveaux matériaux comme le polystyrène, un plastique léger, lui donne la possibilité de réaliser ses œuvres à échelle humaine. Ses statues rappellent les formes épurées de celles du sculpteur suisse Giovanni Giacometti. Sa composition monumentale Utca (Rue) est un ensemble de vingt-cinq mètres de long regroupant des structures et des personnages de taille humaine faits en mousse de polystyrène, plantes, verre et étoupe. L'ensemble est d'abord exposé à Székesfehérvár, puis à Lucerne et dans d'autres villes européennes. Depuis 1991, il se trouve au musée de Pécs.
En 1970 eut lieu une exposition rétrospective de son travail au Műcsarnok, reproduite deux ans plus tard à Anvers et Genève. En 1977, le musée Lehmbruck de Düsselfdorf organise une nouvelle rétrospective.

Aujourd'hui, on retrouve de nombreuses statues de l’artiste à Budapest, Kecskemét, Miskolc, Pécs, Tihany et ailleurs. La plupart de ses œuvres se trouvent au musée du roi saint Étienne à Székesfehérvár.

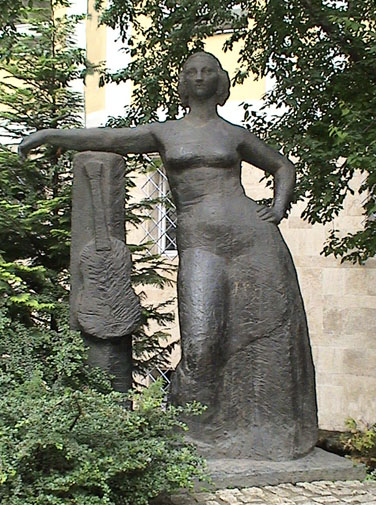
Erzsébet Schaár, statue de Róza Déryné Széppataki, à l'extérieur du Théâtre National de Miskolc.